# Gertrude Berg
Pour les articles homonymes, voir Berg.

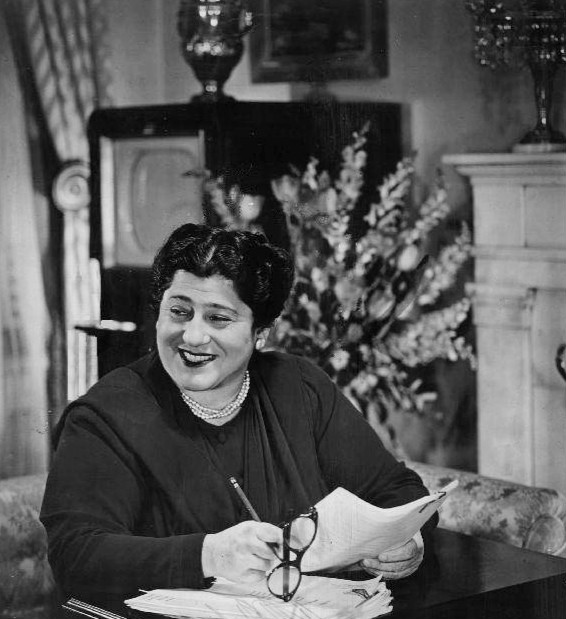
Gertrude Berg

Gertrude Berg est une actrice et scénariste américaine née le 3 octobre 1899 à New York et morte le 14 septembre 1966 dans la même ville. 

## Biographie
Gertrude Berg est née à New York sous le nom de Tilly Edelstein à East Harlem d'un père russe et d'une mère anglaise ; elle habitait à Lexington Avenue. Elle se marie avec Lewis Berg en 1918 ; ils auront deux enfants.
Berg a commencé sa carrière à la radio. En 1929, elle commence un feuilleton radiophonique intitulé The Rise of the Goldbergs, et est identifiée à la série The Goldbergs.
En 1959, elle remporte un Tony Award au théâtre pour la pièce A Majority of One de Leonard Spigelgass, et apparaît dans plusieurs feuilletons télévisés.
Elle meurt d'une crise cardiaque à Manhattan en 1966.

## Théâtre
- 1948 : Me and Molly
- 1959 : A Majority of One (Le Pont japonais) de Leonard Spigelgass
- 1963 : Dear Me, The Sky is Falling
- The Martha Raye Show
- The Pat Boone Chevy Showroom

## Récompenses et distinctions
- Tony Award pour A Majority of One[Quand ?][Quoi ?]
- Emmy Award[Quand ?][Quoi ?]
- Prix Sarah-Siddons 1961